# 江景邑
江景邑（カンギョンゆう）は、大韓民国忠清南道論山市にある行政区域（邑）。李氏朝鮮時代には錦江の河港都市として栄え、「朝鮮三大市場」の一つに数えられた。現在も、警察署や裁判所支所などの重要な地方公共機関が置かれている。
人口は11,682人（2008年末）、面積は4.8Km2。

## 地理
錦江が支流・江景川と合流し、進路を南から西へと変える地点にある。邑中心部は錦江東岸にあるが、西岸にも邑域がある。周辺に広がる平野部は穀倉地帯として知られている。邑中心部には運河が走っており、往年の栄華を偲ばせている。
東と北は錦江支流の江景川を隔てて論山市彩雲面に接する。南は全羅北道益山市、西は忠清南道扶余郡である。

## 歴史

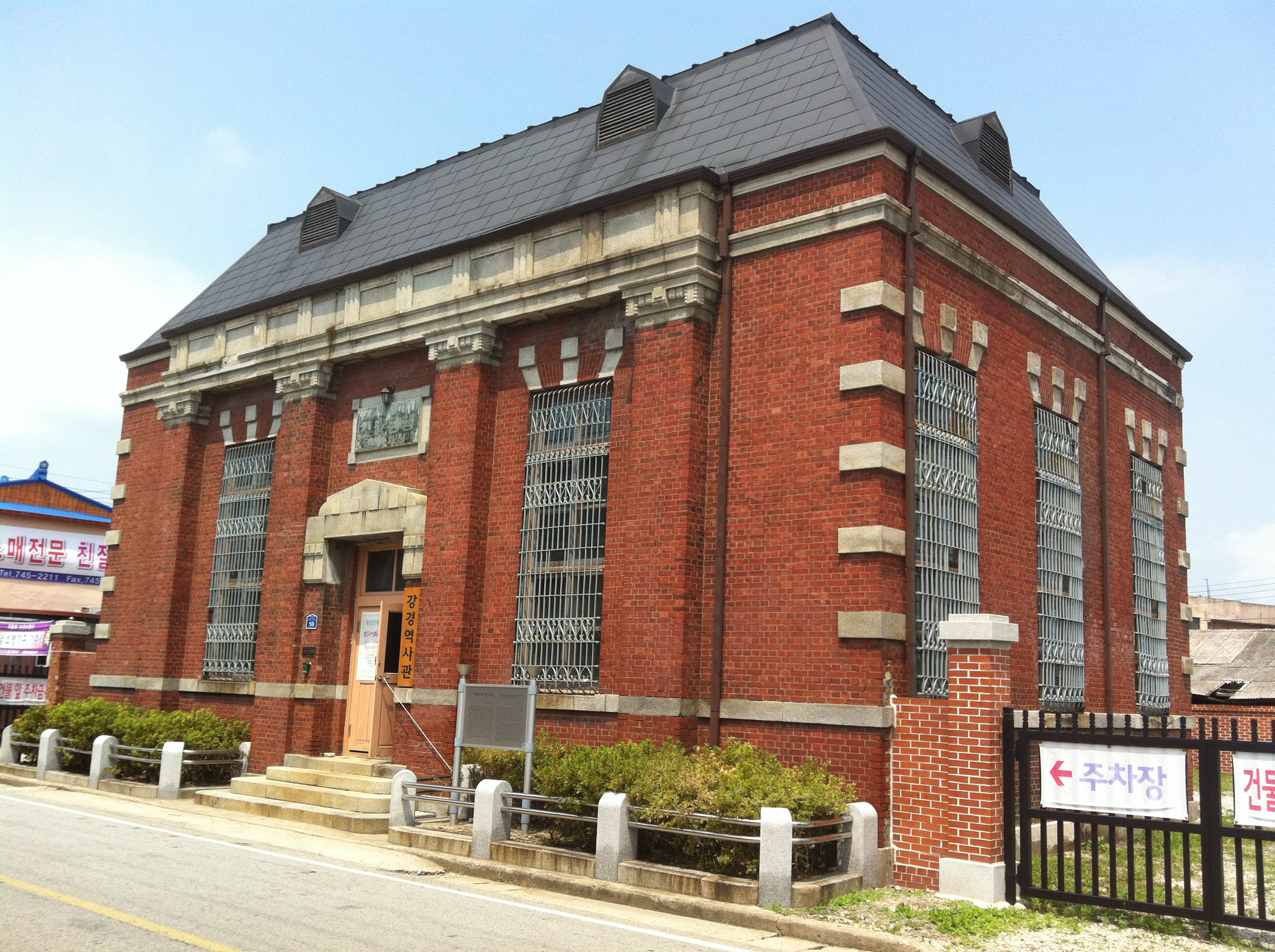
旧韓一銀行江景支店（1913年建築）。登録文化財第324号

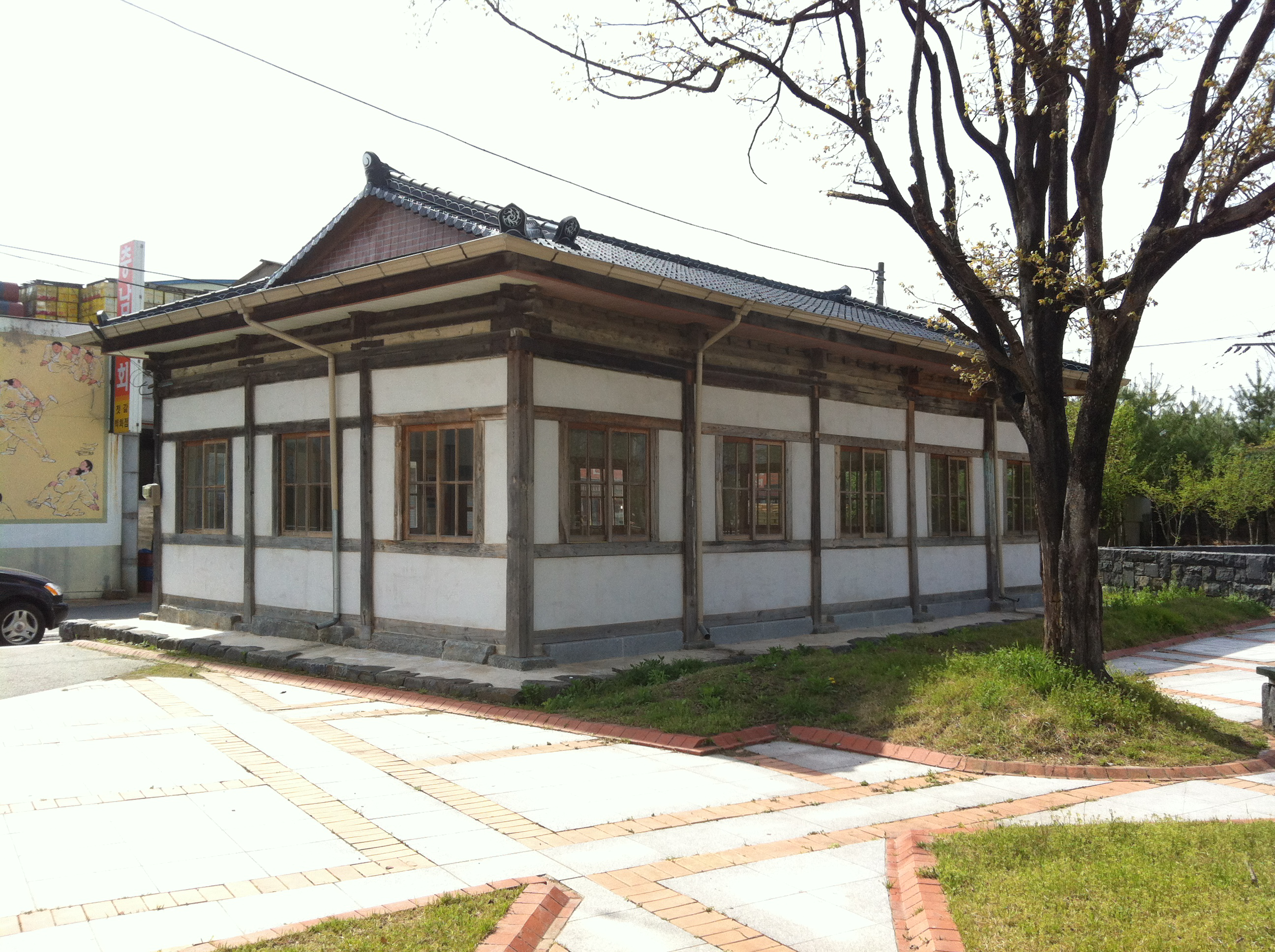
旧江景労働組合事務所（1920年建築）。登録文化財第323号

江景は高麗時代から李氏朝鮮時代にかけて市場として繁栄し、沿海部からは海産物が、内陸部からは穀物が集まった。王朝時代には周辺一帯の穀物取引の中心で、平壌・大邱と並ぶ「朝鮮三大市場」の一つと謳われた。19世紀末には銀行が支店を構え、日本人街も築かれた。
1899年、錦江河口部に群山が開港し、米の積み出し港として発達するようになると、江景は穀物市場の中心としての地位を奪われた。しかし、群山と内陸部を結ぶ錦江水運の拠点としては栄え、1930年の邑制施行によっていち早く昇格した街の一つであり、日本式の町名がおかれていた。
第二次世界大戦後、貿易港としての群山が衰退するに伴い、江景も水運の拠点としては衰退、日本式町名も在来の大字地名に戻された。しかし現在も論山警察署（1996年までは江景警察署という名称だった）、大田地方法院論山支院、大田地方検察庁論山支庁が置かれており、地域の行政の中心として機能している。
かつての繁栄を物語る建築物として、日本家屋やレンガ造りの銀行支店跡などが残されている。

### 年表
- 李氏朝鮮時代 － 恩津県金浦面に属し、江景浦・江景村などと呼ばれた。
- 1914年3月1日 － 論山郡に編入される（論山郡江景面）。
- 1931年4月1日 － 江景邑に昇格。
- 1996年3月1日 － 論山郡が論山市となる（論山市江景邑）。

## 産業
チョッカル（塩辛）が江景の名物として知られている。これは、かつて海産物の集散地であった名残りである。

## 交通

### 鉄道
- 韓国鉄道公社
  - 湖南線・江景線
    - 江景駅